# Saint-Maurice-la-Fougereuse

Saint-Maurice-la-Fougereuse este o comună în departamentul Deux-Sèvres, Franța. În 2009 avea o populație de 538 de locuitori.